# Orellana de terra
L'orellana de terra, gírgola de pi o gírgola de marina (Hohenbuehelia petaloides)(del grec geo, terra i génos, naixement) és una espècie del fong agarical que pertany a la familia Pleurotaceae.
Ha estat descrit pel primer cop el 1785 per Jean Baptiste François Pierre Bulliard, però va ser assignat al nou genere, Hohenbuehelia, el 1866 per Stephan Schulzer von Müggenburg.
Té un distribució cosmopolita.
Sinònim:
- Hohenbuehelia geogenia[1]